# Holvay Endre
dr. Holvay Endre Nándor (Budapest, 1918. november 4. – 2016. február 26.) magyar sportvezető, edző, röplabdázó. A FIVB (Nemzetközi Röplabda Szövetség) volt alelnöke, játékvezetői bizottságának elnöke, és olimpiai technikai delegátusa, a Magyar Röplabda Szövetség rendes (1955–1961 és 1974–1980), majd örökös tiszteletbeli elnöke, a Magyar Olimpiai bizottság tagja, a Röplabdázó Hírességek Csarnokának első magyar tagja.

## Pályafutása

### Tanulmányai
Pannonhalmi bencés diák, majd novícius Rómában.

### Játékosként
A röplabdázással 1934-ben Csehszlovákiában ismerkedett meg. Játékosként 1946 és 1949 között a Kispesti Elektromos csapatának tagja volt.

### Sporttisztviselőként
Pályafutása befejeztével 1949-től 1955-ig az MRSZ szervezési bizottságának tagja lett. Ebben az időszakban játékvezetőként is tevékenykedett. 1955-től 1961-ig az MRSZ elnöke volt. 1955-ben beválasztották a Nemzetközi Röplabda Szövetség (FIVB) adminisztratív tanácsába, amelynek egészen 1992-ig tagja maradt. 1957-től 1961-ig a FIVB játékvezetői bizottságának titkáraként, majd 1961-től 2002-ig elnökeként működött. Mindemellett kétszer is betöltötte a FIVB alelnöki pozícióját (1959–1961 és 1970–1972). 1964-től 2000-ig az FIVB technikai delegátusa volt az olimpiákon, így tíz olimpiai rendezvényen is részt vett szervezőként.
1956 és 1970 között NB I-es női csapatoknál dolgozott edzőként. Több szabálykönyv szerzője volt

## Díjai, elismerései
- II. világháborús, I. osztályú Tűzkereszt
- Munka Érdemrend bronz fokozata (1977)
- Francia Köztársaság Ifjúsági és Sportminisztériuma Érdemrendjének arany fokozata (1978)
- a FIVB Pour Merites Érdemérme (1980)
- Kiváló Munkáért (1983)
- Sport Érdemérem arany fokozata (1988)
- A Testnevelés és a Sport Kiváló Dolgozója (1988)
- A Magyar Röplabdáért Emlékérem (1988)
- A Magyar Köztársasági Érdemrend tisztikeresztje (1994)
- FIVB Centenniale Medaille (1995)
- A FIVB Wilson-díja (1996)
- Magyar Köztársasági Sportdíj (1998)
- MOB Olimpiai Érdemérem (1998)
- a FIVB ezüstkeresztje (2002)
- Esterházy Miksa-díj (2003)
- 2006-ban a FIVB első magyarként beválasztotta a Röplabdázó Hírességek Csarnokába.

## Családja
Édesanyja Vajner Ilona, édesapja Holvay (Hollop) János. Felesége: Molnár Éva (†1977). Gyermekei: ifj. dr. Holvay Endre János, Holvay Péter Antal, Holvay Andrea. Második felesége: dr. Holvayné Gulyás Eszter.